# 丁家喜
丁家喜（1967年8月17日—），中国湖北省宜昌市人。自北京航空航天大学毕业后从事工程师职业，后转行为商业律师。新公民运动的主要活动家之一，2021年中國人權律師獎得主。2013年4月17日被当局以“非法集会”罪名刑事拘留，罪名先后转变为“寻衅滋事”和“聚众扰乱社会秩序”。2019年12月26日晚9时左右，丁家喜在北京朋友家被山东警方非法抓捕，警方在执法过程中未出具任何法律文件。目前失联状态，具体原由不明。2020年1月7日8日连续两天，丁家喜妻子罗胜春为其聘请的辩护人彭剑律师与警方会面，要求会见当事人，遭到警方拒绝。对方指，丁家喜涉嫌“危害国家安全”，目前正被“指定居所监视居住”，无法安排律师的会见申请。 彭剑律师向警方表达了亲友及外界朋友对丁案的关切，并重点阐述了会见当事人的必要性等观点，同时向警方递交了律师的会见文件。警方则表示，将会一如既往依法依规办案，并就律师的要求及申请向上级进行汇报，到时再作书面答复。1月10日丁家喜的辩护律师接到烟台警方的电话通知：丁家喜被抓捕的罪名为涉嫌煽动颠覆国家政权罪，指定居所监视居住，不予会见。2023年4月10日，丁家喜以顛覆國家政權罪被判入獄12年，被剝奪政治權利3年。

## 职业生涯
丁家喜从北京航空航天大学获得工学学士和工学硕士（飞机制造专业）。1990至1996年在沈阳航空工业总公司、北京航空工业总公司任工程师。1996年起转为专职律师，任职于北京市多家律师事务所。2003年参与设立北京市德鸿律师事务所任高级合伙人，业务专长为公司并购重组、投资、破产法律事务、知识产权保护等。曾担任北京律师协会企业重组专业委员会委员，中国民主同盟中央法制委员会委员，北航创业家协会秘书长，中关村国际孵化软件协会法律委员会主任。

## 公民活动
丁家喜从事律师工作之后开始参与公盟活动。他和许志永、赵常青等是北京新公民运动的主要组织者和协调人。自2010年起积极参与推动“随迁子女就地高考”教育平权活动。2012年12月9日他和许志永，孙含会，王永红等人发表致新任中共中央总书记习近平等中共高层领导人公开信，要求包括习近平在内的205名中国部级以上官员率先财产公示，征集公民联署已超过8000人。丁家喜联络各地公民，参与联络组织了多个城市的要求官员财产公示的活动。

## 刑拘与审判

### 首度入狱
2013年4月17日，丁家喜被当局以“非法集会”罪名刑事拘留，关押在位于大兴区团河路的北京市第三看守所。在北京南站的部分访民得知丁家喜被捕消息之后打横幅举行抗议。刘卫国、肖国珍等一百多名律师组成丁家喜后援律师团。 4月21日，江西新余公民刘萍、魏忠平、李思华等公开声援丁家喜并要求财产公示，不久后被拘捕。5月21日，公安机关将丁家喜罪名改换为“寻衅滋事”提交检察院。 11月4日，北京市检察院一分院将案件退回公安局补充侦查，控罪改换为“聚众扰乱社会秩序罪”。
2014年1月新公民诸案件陆续开庭审理。原定于24日开庭的丁家喜、李蔚案，因故延至27日与袁冬、张宝成案一同开庭。出庭的多位律师包括丁家喜的律师王兴、李蔚的律师王全璋、张宝成的律师陈建刚都表示庭审过程显得极为不公义。此外四位当事人的律师们在质证过程中的发言频频遭到法官打断，引发了律师和当事人们的强烈不满，丁家喜与李蔚、张宝成三人当庭宣布解除律师委托，导致庭审休庭。
2014年4月8日，丁家喜案再次开庭。4月18日，北京海淀区法院判决，丁家喜、李蔚、赵常青和张宝成四人被控“聚众扰乱公共场所秩序罪”。丁家喜被判刑3年6个月、赵常青被判刑2年6个月、李蔚和张宝成各被判刑2年。在海淀法院开庭的当事人最后陈述阶段，丁家喜先生最后陈述《我要做一只蝴蝶》。
2014年7月18日，丁家喜、李蔚案二审在北京市第一中级法院审理。丁家喜的代理律师是唐天昊、程海。程海律师向法庭提交新的证据、唐天昊律师把辩护词递交法庭继续围绕丁家喜有罪还是无罪这一焦点问题辩论。北京市第一中级法院书面而非开庭审理，最终宣布维持原判。
2016年10月16日，丁家喜刑滿出獄，但守候在他家樓下的維權人士未能看見他本人。丁家喜在美國的妻子罗胜春稱已接到丈夫的電話。而北京维权人士李学惠接受自由亞洲電臺採訪時稱自己得知丁家喜已经被国保送回湖北老家。

### 再度入狱
2019年12月26日晚9点左右，丁家喜在北京朋友家被山东警方非法抓捕，在抓捕过程中 ，警方未出具任何法律文件，警方查扣丁家喜手机及物品等，目前失联状态。在同一时间福建维权人士戴振亚，李英俊，及山东张忠顺同时被抓捕。
2020年1月7、8两日，丁家喜妻子罗胜春为其聘请的辩护人彭剑律师与警方会面，要求会见当事人。警方以丁家喜涉嫌“危害国家安全”，目前正被“指定居所监视居住”为由，拒绝律师的会见申请。 彭剑律师向警方表达了亲友及外界朋友对丁案的关切，并重点阐述了会见当事人的必要性等观点，同时向警方递交了律师的会见文件。警方则表示，将会一如既往依法依规办案，并就律师的要求及申请向上级进行汇报，到时再作书面答复。1月10日，丁家喜的辩护律师接到烟台警方的电话通知：丁家喜被抓捕的罪名为涉嫌煽动颠覆国家政权罪，不予会见。
2023年4月10日，丁家喜以颠覆国家政权罪被判监12年，被剥夺政治权利3年。丁不服並上訴，但是二審維持原判。

## 评价
丁家喜的朋友郭飞雄在丁家喜2013年4月被捕之后写著的文章《北京民主双雄——赵常青、丁家喜》中，称：
“如果说许志永是新公民运动的头脑、精神领袖，那么丁家喜可称为新公民运动运行的心脏、卓越的组织家。” “赵常青和丁家喜，有着共同的特征：不坚守传统的待时而动、潜伏爪牙策略，而是坐言起行、公开推动社会运动。他们的透明、笨拙，体现了民主运动所需的真正的道义担当。”